# Elizeu Simões Mendes
Elizeu Simões Mendes (* 18. Mai 1915 in Feira de Santana; † 2. März 2001 ebenda) war ein brasilianischer Geistlicher und römisch-katholischer Bischof von Campo Mourão.

## Leben
Elizeu Simões Mendes empfing am 4. Dezember 1938 die Priesterweihe.
Papst Pius XII. ernannte ihn am 21. August 1950 zum Weihbischof in Fortaleza und Titularbischof von Nisyrus. Der Erzbischof von São Salvador da Bahia, Augusto Álvaro da Silva, spendete ihm am 3. Dezember desselben Jahres die Bischofsweihe; Mitkonsekratoren waren José Terceiro de Sousa, Bischof von Caetité, und Antônio de Mendonça Monteiro, Weihbischof in São Salvador da Bahia.
Am 19. September 1953 ernannte der Papst ihn zum Bischof von Mossoró. Papst Johannes XXIII. ernannte ihn am 17. Oktober 1959 zum ersten Bischof des neugegründeten Bistums Campo Mourão.
Er nahm an der ersten und zweiten Sitzungsperiode des Zweiten Vatikanischen Konzils als Konzilsvater teil. Von seinem Amt trat er am 3. Dezember 1980 zurück.